# Bithoracochaeta leucoprocta
Bithoracochaeta leucoprocta är en tvåvingeart som beskrevs av Christian Rudolph Wilhelm Wiedemann 1830. Bithoracochaeta leucoprocta ingår i släktet Bithoracochaeta och familjen husflugor. Inga underarter finns listade i Catalogue of Life.